# João Guilherme Ávila
João Guilherme de Ávila Costa (São Paulo, 1 de febrero de 2002) es un actor y cantante brasileño. Se dio a conocer a nivel nacional por interpretar el personaje de Joaquim, uno de los protagonistas del remake de la telenovela infantil Cúmplices de um Resgate y de Luca Tuber en As Aventuras de Poliana.

## Carrera
Inició su carrera actoral en 2009, a la edad de 7 años, interpretando a Vinícius en el cortometraje Vento, junto a Vivianne Pasmanter. En 2012, protagonizó la película Meu Pé de Laranja Lima, dando vida a Zezé. Una adaptación del clásico homónimo de José Mauro de Vasconcelos. João Guilherme inició su carrera musical, interpretando a Joaquim, en Cúmplices de um Resgate. Por ello, en 2015 lanzó su primera canción llamada "Princesa". Esta canción, junto con "Tudo É Você" fue la banda sonora de la telenovela Cúmplices de um Resgate En 2015, Jarbas actuó en la película Entrando uma Roubada. También en 2015 ganó protagonismo al debutar en televisión, interpretando a Joaquim, en la telenovela Cúmplices de um Resgate. En agosto de 2016, lanzó su primer CD titulado Meu Caminho con 10 temas originales. Con nuevas canciones, mayor estructura y banda, João inició el Mega Tour JG. En Navidad de 2016, lanzó un clip navideño, llamado "My Order". En 2017, lanzó un nuevo EP con 4 canciones titulado João Guilherme, Vol II En 2017 prestó su voz a Rony, en la tercera franquicia cinematográfica O Reino Gelado. A finales de 2017, João Guilherme, era Nando, en la película Fala Sério, Mãe!, adaptación de la obra de Thalita Rebouças. En octubre de 2018 regresó al cine, con otro personaje del citado autor. Ahora, siendo Slack, en la película Todo sobre una estrella del pop.
Aún en 2016, publicó su biografía João Sendo João - Meu Mundo Las altas ventas del libro colocaron a João en la lista Sub 30 de la revista Forbes en la categoría de literatura. En 2017, publicó su segunda biografía, João Guilherme na Estrada, que recopila sus diarios de viaje y testimonios de fans y personas que forman parte de su vida. En la 8.ª edición de Hortolendo, evento en la ciudad de Hortolândia, donó varios ejemplares a cambio de alimentos para la comunidad.
En junio de 2018 lanzó el sencillo "Manual". Poco después comenzó el Tour Manual. También en 2018, João se unió al elenco de la telenovela As Aventuras de Poliana, en SBT, interpretando a Luca. El personaje, al igual que João, tenía un canal de YouTube.
En 2022, se unió al elenco de la serie para adolescentes De Volta ao 15. João dio vida al playboy de la ciudad, Fabrício Azevedo.

## Vida personal
Es el hijo menor del cantante Leonardo, fruto de su relación con Naíra Ávila. En consecuencia, João es medio hermano de los cantantes Zé Felipe y Pedro Leonardo y sobrino del cantante Pe Lu. Ha salido con las actrices Larissa Manoela, entre 2015 y 2016 y Jade Picon, entre 2018 y 2021.

## Filmografía

### Televisión
| Año           | Título                    | Personaje                     | Ref.   |
| ------------- | ------------------------- | ----------------------------- | ------ |
| 2015-16       | Cómplices de un rescate   | Joaquim Vaz                   | [ 25 ] |
| 2018-20       | Las aventuras de Pauliana | Luca Della Torre (Luca Tuber) | [ 26 ] |
| 2022-presente | Volver a 15               | Fabricio Azevedo              | [ 27 ] |
| 2023-presente | Vicky y la musa           | Nicolás Cardine (Nico)        | [ 28 ] |

| Año  | Título                         | Personaje                  | Los grados |
| ---- | ------------------------------ | -------------------------- | ---------- |
| 2012 | mi naranjo                     | Zéze                       |            |
| 2015 | Entrar en un robo              | jarbas                     |            |
| 2017 | ¡En serio, mamá!               | nando                      |            |
| 2018 | Todo por una estrella del pop  | flojo tom thompson         | [ 29 ]     |
| 2019 | FLOPS - Una comedia musical    | hugo                       |            |
| 2022 | Alicia en el mundo de Internet | Atualoncio da Silva (Gato) | [ 30 ]     |

### Doblaje
| Año  | Título                | Personaje | Los grados |
| ---- | --------------------- | --------- | ---------- |
| 2017 | El Reino de Hielo 3   | ron       |            |
| 2019 | Corgi: perro superior | rex       | [ 31 ]     |

## discografía
- A mi manera (2016)

## Premios y nominaciones
| Año  | Otorgar                       | Categoría                                  | Trabajar                            | Resultado | Ref. |
| ---- | ----------------------------- | ------------------------------------------ | ----------------------------------- | --------- | ---- |
| 2016 | Premios Capricho              | actor nacional                             | Cómplices de un rescate\| Venezuela | [ 32 ]    |      |
| 2016 | Premio Extra de Televisión    |                                            | Cómplices de un rescate\| Venezuela | [ 33 ]    |      |
| 2016 | Premio Joven Brasileño        | Venezuela                                  | Cómplices de un rescate\| Venezuela |           |      |
| 2016 | Premios Capricho              | Pareja Real (con Larissa Manoela)          | Él mismo \| Venezuela               |           |      |
| 2017 | Premio Joven Brasileño        |                                            | Él mismo \| Venezuela               | [ 34 ]    |      |
| 2017 | Premio Joven Brasileño        |                                            | Él mismo \| Venezuela               | [ 34 ]    |      |
| 2017 | Mis premios Nick              |                                            | Él mismo \| Venezuela               |           |      |
| 2018 | Premio Joven Brasileño        |                                            | Él mismo \| Venezuela               |           |      |
| 2018 | Premio Joven Brasileño        |                                            | Él mismo \| Venezuela               |           |      |
| 2018 | Premio Joven Brasileño        | mejor fandom                               |                                     |           |      |
| 2018 | Premio Joven Brasileño        | Mejor actor                                | Las aventuras de Pauliana \|        |           |      |
| 2018 | Premio Contigoǃ Online        | Venezuela                                  | Las aventuras de Pauliana \|        |           |      |
| 2018 | Mis premios Nick              | gato de moda                               | Él mismo \|                         |           |      |
| 2019 | Premios Kids' Choice          |                                            | Él mismo \|                         |           |      |
| 2019 | Premios MTV Millennial Brasil |                                            | Él mismo \|                         |           |      |
| 2019 | Premio Joven Brasileño        | Venezuela                                  | Él mismo \|                         | [ 35 ]    |      |
| 2019 | Premio Joven Brasileño        |                                            | Él mismo \|                         | [ 35 ]    |      |
| 2019 | Premio Joven Brasileño        | Mejor actor                                | Las aventuras de Pauliana \|        | [ 35 ]    |      |
| 2019 | Mis premios Nick              | Venezuela                                  | Las aventuras de Pauliana \|        |           |      |
| 2020 | Premios Kids' Choice          | Artista brasileño favorito                 | Indicado                            | [ 36 ]    |      |
| 2020 | Premios Kids' Choice          | fandom brasileño                           | Indicado                            | [ 36 ]    |      |
| 2022 | Premios SEC                   | Mejor actor en una serie para adolescentes | Volver a 15 \| En proceso...        |           |      |
| 2022 | Premios MTV Millennial        | Viene a mi                                 | Él mismo \|                         |           |      |
| 2022 | Premios MTV Millennial        |                                            | Él mismo \|                         |           |      |
| 2022 | Premio Joven Brasileño        | En proceso...                              | Él mismo \|                         |           |      |
| 2022 | Premio Joven Brasileño        | En proceso...                              | Él mismo \|                         |           |      |
| 2022 | Premio Joven Brasileño        | En proceso...                              | Él mismo \|                         |           |      |

## enlaces externos
- João Guilherme Ávila en Internet Movie Database (en inglés).
- João Guilherme Ávila en Facebook
- João Guilherme Ávila en X (antes Twitter)
- João Guilherme Ávila en Instagram
- João Guilherme Ávila en YouTube.

- Sítio oficial

- Datos: Q25439557
- Multimedia: João Guilherme / Q25439557